# فورست سميث
فورست سميث (بالإنجليزية: Forrest Smith)‏ هو سياسي أمريكي، ولد في 14 فبراير 1886 في مقاطعة راي في الولايات المتحدة، وتوفي في 8 مارس 1962 في غولفبورت في الولايات المتحدة. نشط حزبياً في الحزب الديمقراطي. وقد انتخب حاكم ميسوري ‏ (10 يناير 1949 – 12 يناير 1953).

## وصلات خارجية
- فورست سميث على موقع إن إن دي بي (الإنجليزية)